# Sigmophora brevicornis
Sigmophora brevicornis é uma espécie de insetos himenópteros, mais especificamente de vespas pertencente à família Eulophidae.
A autoridade científica da espécie é Panzer, tendo sido descrita no ano de 1804.
Trata-se de uma espécie presente no território português. Tem presença registada no Arquipélago dos Açores, nomeadamente nas ilhas de São Miguel e Santa Maria.